# بورن جانکشن
بورن جانکشن (به انگلیسی: Burren Junction) یک شهرک در استرالیا است که در نیو ساوت ولز واقع شده‌است.